# Bystrzyca (przystanek kolejowy)
Bystrzyca (ukr. Бистриця, ros. Быстрица) – przystanek kolejowy w miejscowości Iwano-Frankiwsk, w rejonie iwanofrankiwskim, w obwodzie iwanofrankiwskim, na Ukrainie. Położony jest na linii Lwów – Czerniowce.